# Santafè
Santafè è un album in studio del cantautore italiano Giò Di Tonno, pubblicato nel 2008.
Con il brano Colpo di fulmine, scritto da Gianna Nannini e interpretato insieme a Lola Ponce, l'artista ha vinto il Festival di Sanremo 2008.

## Tracce
1. Ogni cosa
2. La pecora nera
3. Come posso dire
4. Mezzo secondo
5. Colpo di fulmine
6. L'angelo
7. Poche parole d'amore
8. Il tempo necessario
9. Come stai?
10. L'amore è un elefante
11. Stanco
12. Le cose che ho